# Cladonia secundana
Cladonia secundana är en lavart som beskrevs av Nyl. Cladonia secundana ingår i släktet Cladonia och familjen Cladoniaceae.   Inga underarter finns listade i Catalogue of Life.